# Вошкужвож
Вошкужвож (Вожкуж-Вож) — река в России, протекает по Чердынскому району Пермского края.

## Описание
Устье реки находится в 54 км по правому берегу реки Лопья. Длина реки составляет 19 км.

## Данные водного реестра
По данным государственного водного реестра России относится к Камскому бассейновому округу, водохозяйственный участок реки — Кама от истока до водомерного поста у села Бондюг, речной подбассейн реки — бассейны притоков Камы до впадения Белой. Речной бассейн реки — Кама.
Код объекта в государственном водном реестре — 10010100112111100003314.